# Тюрнхаут (округ)
Тюрнхаут (нидерл. Arrondissement Turnhout) — округ в провинции Антверпен, Бельгия. Площадь — 1356,86 км², население составляет 435 219 человек (2010).

## Коммуны
| - Арендонк - Ауд-Тюрнхаут - Бален - Барле-Хертог - Берсе - Вестерло - Ворселар - Воселар - Гел | - Гроббендонк - Дессел - Кастерле - Лакдал - Лилле - Мерхаут - Мерксплас - Мол - Олен | - Равелс - Рети - Рейкеворсел - Тюрнхаут - Херенталс - Херентхаут - Херсельт - Хогстратен - Хюлсхаут |